# Émile Dubuisson
Pour les articles homonymes, voir Dubuisson.
Émile Paul Désiré Dubuisson est un architecte français né à Lille le 2 mai 1873 et mort dans la même ville le 6 août 1947.

## Biographie
Émile Dubuisson est le fils de l'architecte Alphonse Dubuisson (1839-1920), il est le père de l'architecte Jean Dubuisson, le grand-père du designer Sylvain Dubuisson et l'arrière-grand-père de l'architecte Thomas Dubuisson (né en 1974).
Il commence ses études à l'école des beaux-arts de Lille et travaille dans l'atelier d'Émile Vandenbergh avant de partir étudier à Paris.
Élève de Julien Guadet à l'école nationale supérieure des beaux-arts de Paris, Émile Dubuisson obtient son diplôme d'architecte du gouvernement en 1901. Émile Dubuisson intègre le corps enseignant de l’École régionale d'architecture de Lille en 1905 lors de sa création. De 1905 à 1935, il est professeur d'art décoratif à l'école des beaux-arts de Lille et professeur d'architecture à l'École régionale d'architecture de Lille. De 1940 à 1942, il prend la direction de l'école des beaux-arts de Lille.
Il est également membre de la loge maçonnique La lumière du Nord, comme Albert Baert à la même époque.
La famille Dubuisson, Émile et ses deux sœurs, aura un grand rayonnement artistique régional à partir de 1910.
Très actif dans le cadre de la reconstruction au sortir de la Première Guerre mondiale, il construit notamment des piscines municipales, des maisons particulières et des établissements de bains dans la région lilloise. Il est également chargé du plan d'aménagement et d'extension de Lille par Gustave Delory en 1921, sa grande œuvre est l'hôtel de ville de Lille (1924-1932), qui comporte le plus haut beffroi d'Europe du Nord.
Il rejoint son père à la Société des architectes du Nord dès son retour à Lille après ses études.

## Réalisations notables
- 1911 : Bains-douches Vauban, 27, avenue de l'Architecte-Louis-Cordonnier[3], angle rue de la Digue[4].
- 1924-1932 : hôtel de ville de Lille[5]  Inscrit MH[6].

## Distinctions
- chevalier de la Légion d'honneur
- officier de la Légion d'honneur (J.O. du 29 juillet 1927)
- officier d'Académie